# 怀化市人民政府
27°34′33″N 110°00′31″E / 27.575786°N 110.008703°E
怀化市人民政府（简称怀化市政府）是中华人民共和国湖南省怀化市的行政管理机关。现任市长是黎春秋，2021年4月上任。

## 历史
1998年，怀化地区撤销，设立地级怀化市。
2016年4月8日，李亿龙因涉嫌严重违纪接受组织调查。2018年1月15日，娄底市中级人民法院判处李亿龙有期徒刑18年，剥夺政治权利5年，并处没收个人财产250万元。

## 职权
根据《中华人民共和国地方各级人民代表大会和地方各级人民政府组织法》第七十三条，县级以上的地方各级人民政府行使下列职权：
1. 执行本级人民代表大会及其常务委员会的决议，以及上级国家行政机关的决定和命令，规定行政措施，发布决定和命令；
2. 领导所属各工作部门和下级人民政府的工作；
3. 改变或者撤销所属各工作部门的不适当的命令、指示和下级人民政府的不适当的决定、命令；
4. 依照法律的规定任免、培训、考核和奖惩国家行政机关工作人员；
5. 编制和执行国民经济和社会发展规划纲要、计划和预算，管理本行政区域内的经济、教育、科学、文化、卫生、体育、城乡建设等事业和生态环境保护、自然资源、财政、民政、社会保障、公安、民族事务、司法行政、人口与计划生育等行政工作；
6. 保护社会主义的全民所有的财产和劳动群众集体所有的财产，保护公民私人所有的合法财产，维护社会秩序，保障公民的人身权利、民主权利和其他权利；
7. 履行国有资产管理职责；
8. 保护各种经济组织的合法权益；
9. 铸牢中华民族共同体意识，促进各民族广泛交往交流交融，保障少数民族的合法权利和利益，保障少数民族保持或者改革自己的风俗习惯的自由，帮助本行政区域内的民族自治地方依照宪法和法律实行区域自治，帮助各少数民族发展政治、经济和文化的建设事业；
10. 保障宪法和法律赋予妇女的男女平等、同工同酬和婚姻自由等各项权利；
11. 办理上级国家行政机关交办的其他事项。

## 历任市长
| 姓名   | 就任日期   | 卸任日期   | 备注  |
| ------ | ---------- | ---------- | ----- |
| 吴宗源 | 1998年5月  | 2000年4月  |       |
| 陈志强 | 2000年5月  | 2006年9月  |       |
| 李亿龙 | 2006年9月  | 2008年7月  |       |
| 易鹏飞 | 2008年7月  | 2011年6月  |       |
| 李晖   | 2011年6月  | 2014年7月  |       |
| 赵应云 | 2014年7月  | 2017年12月 |       |
| 雷绍业 | 2017年12月 | 2021年3月  | [ 4 ] |
| 黎春秋 | 2021年4月  |            | [ 5 ] |